# Сім викрадених наречених
«Сім викрадених наречених» — радянський художній фільм 1976 року, знятий режисером Сухбатом Хамідовим на кіностудії «Таджикфільм».

## Сюжет
Четверо шахраїв — Камол-ака, Гафур, Гафар та Муроді — організують при фотоательє шлюбне бюро. З'являються перші наречені, і незабаром клієнтом бюро стає відомий вершник Саїдбек. Він хоче одружитися з Малікою, але вона відкидає його. Шахраї викрадають дівчину. Їй вдається втекти, а міліція, що наспіла, заарештовує «сватів».

## У ролях
- Юрій Медведєв — Муроді
- Інара Гулієва — Маліка Усманова (дублювала Людмила Безугла)
- Махмуд Тахірі — Камол-ака (дублював Іван Краско)
- Зафар Джавадов — Анвар (дублював Гелій Сисоєв)
- Ато Мухамеджанов — Бобо-Ніяз — Ніяз Усманов (дублював Ігор Єфімов)
- Шоді Саліхов — Гафар (дублював Микола Федорцов)
- Амон Кадиров — Гафур (дублював Станіслав Соколов)
- Раджабалі Хусейнов — Саїдбек Рустамов (дублював Юрій Соловйов)
- Сороджон Сабзалієва — роль другого плану
- Марат Хасанов — роль другого плану
- Дільбар Умарова — роль другого плану
- Аслан Рахматуллаєв — роль другого плану
- Абдульхайр Касимов — батько нареченого

## Знімальна група
- Режисер — Сухбат Хамідов
- Сценарист — Борис Сааков
- Оператори — Кова Бахор, Рустам Мухамеджанов
- Композитор — Едуард Артем'єв
- Художник — Леонід Шпонько